# Elsner+Flake
Elsner+Flake is een Duitse digitale letteruitgeverij. Het is in 1986 opgericht door Veronika Elsner en Günther Flake na hun tienjarige freelance ervaring in letterontwerpen, typografie en digitalisering van lettertypen en logo's.
De verzameling digitale lettertypen van Elsner+Flake telt inmiddels meer dan 2500.
De lettertypen worden uitgegeven in de formaten Mac PostScript, PC PostScript, PC TrueType en Plain OpenType.
Elsner+Flake presenteert haar collectie op het internet onder de domeinnaam 'Fonts4Ever'.